# Pierre Chanoux
Pierre Chanoux (ur. 3 kwietnia 1828 w Chardonney de Champorcher, zm. 10 lutego 1909 w schronisku na Małej Przełęczy Świętego Bernarda) – francusko-włoski botanik, kapłan i alpinista. Był jednym z pierwszych członków Club Alpino Italiano – Włoskiego Klubu Alpinistycznego. Z zamiłowania był botanikiem. Na Małej Przełęczy Świętego Bernarda założył ogród botaniczny Chanousia.